# Elfenbeinkegel
Der Elfenbeinkegel oder die Elfenbein-Kegelschnecke (Conus eburneus) ist eine Schnecke aus der Familie der Kegelschnecken (Gattung Conus), die im Indopazifik verbreitet ist und sich vorwiegend von Vielborstern, aber auch von kleinen Fischen ernährt.

## Merkmale
Conus eburneus trägt ein mittelgroßes bis mäßig großes, mäßig festes bis schweres Schneckenhaus, das bei ausgewachsenen Schnecken 3,5 bis 8 cm Länge erreicht. Der Körperumgang ist kegelförmig bis breit oder bauchig kegelförmig, gelegentlich kegelartig zylindrisch, der Umriss bei der Schulter konvex bis zwiebelförmig und zur Basis hin gerade, die Basis abgeschnitten. Die Schulter ist gewinkelt bis gerundet. Das Gewinde ist niedrig, sein Umriss konkav bis gerade oder s-förmig. Der Protoconch ist vielgewindig und misst maximal 0,7 mm. Die Nahtrampen des Teleoconchs sind fast flach mit 2 schmalen, aber tief eingeschnittenen spiraligen Rillen in den ersten Umgängen und 2 bis 5 Rillen in den späteren Umgängen. Dazwischenlaufende Rippen und eine Rippe an der Schulter sind oft hervorgehoben, an den letzten Umgängen gelegentlich nur schwach. Der Körperumgang ist im Viertel bis der Hälfte an der Basis mit schwachen, spiralig verlaufenden feinen Rippen und Schnüren versehen.
Die Grundfarbe des Gehäuses ist weiß. Der Körperumgang ist in wechselnden Abständen mit spiraligen Reihen rötlich-brauner bis schwarzer, quadratischer Flecken, rechteckiger Balken oder kommaförmiger Streifen überzogen. Unter den spiraligen Reihen können an der Schulter und beiderseits der Mitte 3 gelbe, orangefarbene oder dunkelgelbe Banden verlaufen. Die Umgänge des Protoconchs sind weiß. Die Nahtrampen des Teleoconchs haben rötlich-braune bis schwärzliche Flecken, axiale Streifen oder Flecken. Die Dichte des Musters auf dem Gewinde entspricht der des Körperumgangs. Das Innere der Gehäusemündung ist weiß.
Das dünne, durchscheinende und glatte Periostracum bei fast Adulten ist gelblich-orange und wird weniger durchscheinend und olivbraun bei voll ausgewachsenen Tieren.
Die Oberseite des Fußes ist elfenbeinfarben, seitlich und hinten gelegentlich beige. Der Randbereich der mittleren und hinteren Abschnitts hat radiale graue, schwarze und verschiedene braune Schattierungen. Der Vorderabschnitt ist oft mit 2 bis 3 dreieckigen, körnigern, schwarzen Flecken bedeckt, die von der Mitte her ausstrahlen, und mit 2 grauen bis schwarzen Markierungen neben den Vorderecken. Die Fußsohle ist elfenbeinfarben bis rosa-beige mit weißen und dunkelgelben Flecken oder gelbbraun mit einer dunkelgelben Vorderkante. Das Rostrum ist blassrosa oder gelbbraun, die Fühler weiß, manchmal distal und dorsal dunkelgelb. Der Sipho ist distal weiß mit einer rosafarbenen, gelben oder dunkelgelben Kante, in der Mitte dunkelgelb oder weiß mit 1 oder 2 unregelmäßigen schwarzen Ringen, die lateroventral ins Graue übergehen, proximal hellbraun mit dunkelbraunen und schwarzen Flecken an der dorsalen Seite.
Die mit einer Giftdrüse verbundenen Radula-Zähne haben an der Spitze einen Widerhaken und auf der Gegenseite eine lange Schneide. Vom Ende des Widerhakens bis zum Ende der Schneide sind sie über eine kurze Strecke gesägt. An der Basis sitzt ein Sporn.

## Verbreitung und Lebensraum
Conus eburneus ist im Indopazifik von der Küste Ostafrikas über Madagaskar und Chagos bis nach Australien, Polynesien und an die Ryūkyū-Inseln verbreitet. Er lebt in der Gezeitenzone und bis in Meerestiefen von etwa 65 m, meist jedoch in Tiefen von 1 m bis 25 m vorwiegend auf Sand, aber auch zwischen Pflanzenbewuchs auf sandigem oder schlammigem Untergrund.

## Entwicklungszyklus
Wie alle Kegelschnecken ist Conus eburneus getrenntgeschlechtlich, und das Männchen begattet das Weibchen mit seinem Penis. Das Weibchen legt Eikapseln mit zahlreichen Eiern ab, die einen Durchmesser von etwa 150 µm haben. Hieraus wird geschlossen, dass die Veliger-Larven mindestens 28 Tage lang frei schwimmen, bevor sie niedersinken und zu kriechenden Schnecken metamorphosieren.

## Ernährung
Die Beute von Conus eburneus besteht aus vorwiegend aus Vielborstern verschiedenster sowohl sedentärer als auch erranter Familien, doch frisst er auch kleine Fische, die er mit seinen Radulazähnen sticht und mithilfe des Gifts aus seiner Giftdrüse immobilisiert. Die gefressenen Ringelwürmer kommen unter anderem aus den Familien Eunicidae und Capitellidae, aber auch Nereididae. Das Gift wirkt tödlich auf Ringelwürmer, Weichtiere und kleine Fische, ist jedoch für Kleinsäuger weniger giftig.